# Xavier Forés Querol
Xavier Forés Querol   (Llombai, 16 de setembre de 1985), més conegut com a Xavi Forés, és un pilot de motociclisme valencià que competeix internacionalment des de la temporada de 2010 (anteriorment, havia disputat un Gran Premi la temporada de 2001).
El 2010 i el 2013 guanyà el Campionat d'Espanya en la categoria Stock Extreme.
A 1 de gener de 2012

## Resultats al Mundial de Motociclisme

### Per temporada
| Any   | Categoria | Moto    | Curses | Victòries | Podi | Pole | Fast lap | Punts | Posició |
| ----- | --------- | ------- | ------ | --------- | ---- | ---- | -------- | ----- | ------- |
| 2001  | 125cc     | Aprilia | 1      | 0         | 0    | 0    | 0        | 0     | NC      |
| 2010  | Moto2     | Bimota  | 3      | 0         | 0    | 0    | 0        | 0     | NC      |
| 2010  | Moto2     | AJR     | 3      | 0         | 0    | 0    | 0        | 0     | NC      |
| 2011  | Moto2     | Suter   | 7      | 0         | 0    | 0    | 0        | 0     | NC      |
| Total |           |         | 11     | 0         | 0    | 0    | 0        | 0     |         |